# Vălari (okręg Hunedoara)
Vălari – wieś w Rumunii, w okręgu Hunedoara, w gminie Toplița. W 2011 roku liczyła 34 mieszkańców.